# Adalberto di Prussia
Adalberto di Germania e Prussia, (nome completo Adalbert Ferdinand Berengar Viktor Prinz von Preußen) (Potsdam, 14 luglio 1884 – La Tour-de-Peilz, 22 settembre 1948), membro della famiglia degli Hohenzollern, fu principe di Prussia e conte di Lingen.

## Biografia

### Famiglia d'origine
Suo padre era l'imperatore Guglielmo II di Germania, figlio di Federico III di Germania e di Vittoria di Sassonia-Coburgo-Gotha, nata principessa reale del Regno Unito; sua madre era l'imperatrice Augusta Vittoria di Schleswig-Holstein-Sonderburg-Augustenburg, figlia del principe Federico VIII di Schleswig-Holstein-Sonderburg-Augustenburg e della principessa Adelaide di Hohenlohe-Langenburg.
Dopo aver ricevuto una rigida educazione militare, nel 1894 entrò nell'Accademia Navale di Kiel. Al completamento della sua formazione intraprese alcuni viaggi all'estero, in paesi come il Brasile e rappresentò il Kaiser Guglielmo II alla corte di Pechino e Atene. In qualità di ufficiale di marina, visse in una piccola casa nel porto di Kiel, Villa Seelust.

### Matrimonio
Il 3 agosto del 1914, a Wilhelmshaven, Adalberto sposò la principessa Adelaide di Sassonia-Meiningen, figlia del principe Federico Giovanni di Sassonia-Meiningen e della contessa Adelaide di Lippe-Biesterfeld (1870-1948).

### Prima Guerra Mondiale
Allo scoppio della prima guerra mondiale, Adalberto era un ufficiale della Marina Imperiale sulla SMS Kaiser. Successivamente, fu secondo Ammiraglio della quarta squadra e dal maggio 1917 comandante dell'incrociatore SMS Danzig. Nel marzo 1918 prese il comando del SMS Dresda fino alla fine della guerra.
Adalberto era anche maggiore del 1º reggimento di fanteria dell'esercito prussiano e del reggimento granatieri "Re Federico il Grande".

### Morte
Nell'estate del 1919 Adalberto lasciò, con la sua famiglia, Kiel e si trasferì in una villa a Bad Homburg. Gli anni successivi visse una vita molto appartata come privato cittadino in Germania. A causa dei problemi di salute di Adelaide, la famiglia faceva frequenti visite in Svizzera, dove si stabilirono definitivamente nel 1928, utilizzando il nome di conte e contessa von Lingen. Adalberto non prese parte nella politica tedesca. Morì a La Tour-de-Peilz sul lago di Ginevra, all'età di 64 anni.

## Discendenza
Adalberto ed Adelaide ebbero tre figli:
- Vittoria Marina (nata e morta il 4 settembre 1915);
- Vittoria Marina (11 settembre 1917-21 gennaio 1981), sposò Kirby William Patterson, divorziarono nel 1962;
- Guglielmo Vittorio (15 febbraio 1919-7 febbraio 1989), sposò la contessa Maria Antoinetta di Hoyos.

## Ascendenza
|                                                                |                                                         |                                                                     | Genitori                                   |  |  | Nonni |  |  | Bisnonni                |  |  | Trisnonni                         |  |
|                                                                |                                                         |                                                                     |                                            |  |  |       |  |  | Guglielmo I di Germania |  |  | Federico Guglielmo III di Prussia |  |
|                                                                |                                                         |                                                                     |                                            |  |  |       |  |  | Guglielmo I di Germania |  |  | Federico Guglielmo III di Prussia |  |
|                                                                |                                                         | Luisa di Meclemburgo-Strelitz                                       |                                            |  |  |       |  |  | Guglielmo I di Germania |  |  |                                   |  |
| Federico III di Germania                                       |                                                         |                                                                     |                                            |  |  |       |  |  | Guglielmo I di Germania |  |  |                                   |  |
|                                                                |                                                         | Augusta di Sassonia-Weimar-Eisenach                                 | Carlo Federico di Sassonia-Weimar-Eisenach |  |  |       |  |  |                         |  |  |                                   |  |
|                                                                |                                                         | Augusta di Sassonia-Weimar-Eisenach                                 | Carlo Federico di Sassonia-Weimar-Eisenach |  |  |       |  |  |                         |  |  |                                   |  |
|                                                                |                                                         | Augusta di Sassonia-Weimar-Eisenach                                 | Marija Pavlovna di Russia                  |  |  |       |  |  |                         |  |  |                                   |  |
| Guglielmo II di Germania                                       |                                                         | Augusta di Sassonia-Weimar-Eisenach                                 |                                            |  |  |       |  |  |                         |  |  |                                   |  |
|                                                                |                                                         | Alberto di Sassonia-Coburgo-Gotha                                   | Ernesto I di Sassonia-Coburgo-Gotha        |  |  |       |  |  |                         |  |  |                                   |  |
|                                                                |                                                         | Alberto di Sassonia-Coburgo-Gotha                                   | Ernesto I di Sassonia-Coburgo-Gotha        |  |  |       |  |  |                         |  |  |                                   |  |
|                                                                |                                                         | Alberto di Sassonia-Coburgo-Gotha                                   | Luisa di Sassonia-Gotha-Altenburg          |  |  |       |  |  |                         |  |  |                                   |  |
| Vittoria di Sassonia-Coburgo-Gotha                             |                                                         | Alberto di Sassonia-Coburgo-Gotha                                   |                                            |  |  |       |  |  |                         |  |  |                                   |  |
|                                                                |                                                         | Vittoria del Regno Unito                                            | Edoardo Augusto di Hannover                |  |  |       |  |  |                         |  |  |                                   |  |
|                                                                |                                                         | Vittoria del Regno Unito                                            | Edoardo Augusto di Hannover                |  |  |       |  |  |                         |  |  |                                   |  |
|                                                                |                                                         | Vittoria del Regno Unito                                            | Vittoria di Sassonia-Coburgo-Saalfeld      |  |  |       |  |  |                         |  |  |                                   |  |
| Adalberto di Prussia                                           |                                                         | Vittoria del Regno Unito                                            |                                            |  |  |       |  |  |                         |  |  |                                   |  |
|                                                                | Cristiano di Schleswig-Holstein-Sonderburg-Augustenburg | Federico Cristiano II di Schleswig-Holstein-Sonderburg-Augustenburg |                                            |  |  |       |  |  |                         |  |  |                                   |  |
|                                                                | Cristiano di Schleswig-Holstein-Sonderburg-Augustenburg | Federico Cristiano II di Schleswig-Holstein-Sonderburg-Augustenburg |                                            |  |  |       |  |  |                         |  |  |                                   |  |
|                                                                | Cristiano di Schleswig-Holstein-Sonderburg-Augustenburg | Luisa Augusta di Danimarca                                          |                                            |  |  |       |  |  |                         |  |  |                                   |  |
| Federico VIII di Schleswig-Holstein-Sonderburg-Augustenburg    | Cristiano di Schleswig-Holstein-Sonderburg-Augustenburg |                                                                     |                                            |  |  |       |  |  |                         |  |  |                                   |  |
|                                                                |                                                         | Luisa Sofia di Danneskiold-Samsøe                                   | Cristiano Corrado di Danneskiold-Samsøe    |  |  |       |  |  |                         |  |  |                                   |  |
|                                                                |                                                         | Luisa Sofia di Danneskiold-Samsøe                                   | Cristiano Corrado di Danneskiold-Samsøe    |  |  |       |  |  |                         |  |  |                                   |  |
|                                                                |                                                         | Luisa Sofia di Danneskiold-Samsøe                                   | Giovanna Kaas di Mur                       |  |  |       |  |  |                         |  |  |                                   |  |
| Augusta Vittoria di Schleswig-Holstein-Sonderburg-Augustenburg |                                                         | Luisa Sofia di Danneskiold-Samsøe                                   |                                            |  |  |       |  |  |                         |  |  |                                   |  |
|                                                                |                                                         | Ernesto I di Hohenlohe-Langenburg                                   | Carlo Ludovico I di Hohenlohe-Langenburg   |  |  |       |  |  |                         |  |  |                                   |  |
|                                                                |                                                         | Ernesto I di Hohenlohe-Langenburg                                   | Carlo Ludovico I di Hohenlohe-Langenburg   |  |  |       |  |  |                         |  |  |                                   |  |
|                                                                |                                                         | Ernesto I di Hohenlohe-Langenburg                                   | Amalia Enrichetta di Solms-Baruth          |  |  |       |  |  |                         |  |  |                                   |  |
| Adelaide di Hohenlohe-Langenburg                               |                                                         | Ernesto I di Hohenlohe-Langenburg                                   |                                            |  |  |       |  |  |                         |  |  |                                   |  |
|                                                                |                                                         | Feodora di Leiningen                                                | Emilio Carlo di Leiningen                  |  |  |       |  |  |                         |  |  |                                   |  |
|                                                                |                                                         | Feodora di Leiningen                                                | Emilio Carlo di Leiningen                  |  |  |       |  |  |                         |  |  |                                   |  |
|                                                                |                                                         | Feodora di Leiningen                                                | Vittoria di Sassonia-Coburgo-Saalfeld      |  |  |       |  |  |                         |  |  |                                   |  |
|                                                                |                                                         | Feodora di Leiningen                                                |                                            |  |  |       |  |  |                         |  |  |                                   |  |